# 爱德华·萨义德

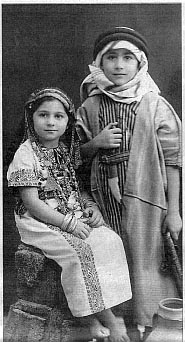
少年時期的爱德华·萨义德（站立者）與其姊妹

爱德华·瓦迪厄·萨义德（1935年11月1日—2003年9月25日），国际文学理论家与批评家，后殖民理论的创始人，也是巴勒斯坦建國运动的活跃人士，由此也成为了美国最具争议的学院派学者之一:2。同时他也是一位乐评家、歌剧学者和钢琴家:2 。

## 生平
萨伊德于1935年11月1日出生在耶路撒冷（当时在英屬巴勒斯坦託管地境内）一个阿拉伯基督徒（英国圣公会）家庭。他的父亲是一位富有的巴勒斯坦人，拥有美国公民身份，在第一次世界大战中曾在潘興將軍手下服役。她的母亲出生在拿撒勒，也是一位巴勒斯坦基督徒。他的妹妹罗丝玛丽是一位历史学家和作家。
他童年大多数时间在埃及开罗度过，在英国占领期间在巴勒斯坦和埃及开罗接受英式教育:2。

萨伊德称自己是“包裹在穆斯林文化裡的基督教徒”。在成长的过程中他一直对自己的身份认同充满迷惑，有一次他说道：
拥有一个绝对不会被弄错的阿拉伯人的姓，却跟着一个非常不合适宜的英国式的名字（在我出生的1935年，当时我妈妈非常崇拜英国王子）， 在我人生的最早阶段，我就是这样一个反常的，令人不安的学生：一个在埃及上学的巴勒斯坦人，一个有着英语的名字和美国护照，却没有什么确定的身分的人。

根据萨伊德的传记式回忆录《鄉關何處》，萨伊德在12岁之前一直生活在“两个世界之间”，这两个世界就是开罗和耶路撒冷。1947年，他在耶路撒冷加入了英格兰教会的聖喬治學院。然而，他的大家族在1948年的第一次中东战争中成了难民。当时，他们居住的地区塔尔比亚被犹太民兵团体占领，并与耶路撒冷城的西部一起并入了以色列的国土。1953年进入美国普林斯顿大学，取得学士学位后又在哈佛大学获得硕士和博士学位。1963年他在哥倫比亞大學担任英語文學和比较文学教授，也曾执教于约翰斯·霍普金斯大学、哈佛大学和耶鲁大学。
萨义德认为1967年的中东战争是自己人生的转折点，之前学术和政治是互相分开的，之后则合二为一:2。
2003年9月，萨义德因白血病在纽约逝世。

## 东方主义
萨义德於1978年出版了書籍《東方主義》，他认为这本书汇集了西方对东方的很多基本預設，其書中所述成為後世時常引用的东方主义概念。他在該书中指出，19世纪西方国家眼中的东方社會没有真实根据，而是凭空想像出来的东方，“西方世界对阿拉伯-伊斯兰世界的人民和文化有一种微妙却非常持久的偏见”。萨义德认为，西方文化中对中东和东方长期错误和浪漫化的印象为欧美国家的殖民主义提供了藉口。这本书已经成为后殖民论述的经典与理论依据。他同时也严厉地批判阿拉伯知识精英内化了英美东方主义学者对阿拉伯文化的观点。
1980年，萨义德批评了他认为是西方对阿拉伯文化的错误理解：
如果只考虑美国的情况，那么我们可以稍有点夸张地说，穆斯林和阿拉伯人主要被看成是石油提供者和恐怖主义分子。几乎所有的细节，比如人口密度、阿拉伯-穆斯林人的生活热情等等议题，从来没有进入过那些以研究报告阿拉伯世界为职业的人的视野。我们能看到的不过是一个这样的粗鄙和过于简化了的阿拉伯世界，那个阿拉伯世界对于武力进攻毫无抵抗能力。

### 论点
《东方主义》对文学理论、文化研究和人文地理学都产生了深刻影响，对于历史学和东方研究也产生了一定的影响。如果我们细品他在其著作德里达和福柯所暗示的（承认后者的贡献，却对前者的研究不以为然），加上他早期对西方东方主义研究者，如蒂巴维、马利克-阿卜杜勒、罗丁森和萨瑟恩的批评，萨义德指出，西方对于东方的描写，以及这些描写中所传达的对东方的理解，都值得怀疑而不应该全盘接受。萨义德认为，欧洲对东方的殖民统治和政治支配，使得即使是最有见识，充满善意与同情的西方“东方主义者”对东方的描写都充满误导（“东方主义者的”在他这里已经带有贬义）：
我不知道这样说会不会引起争议，比如我说，一个生活在十九世纪末的印度或者埃及的英国人对这些国家的兴趣，从未远离存在于他头脑中的作为英国殖民地的印度与埃及。这样讲又与下面的说法非常不同，也就是，所有的有关印度与埃及的学术知识都浸染了，或说受到了以上提到的野蛮的政治现实的亵渎。——然而，这正是我要在这本东方主義里面要提出的说法。
萨义德主張，由於歐洲在政治上主導亞洲如此之久，以至於即使是表面上看來最客觀的有關東方的西方文本都滲透了許多偏見，儘管西方學者們不能認識到這一點。他还认为，西方不仅在政治上征服了东方，西方的学者们还为自己将西方对东方的开拓，以及对东方的语言、历史和文化的解释合理化了。他们从这样的一个视角写就了亚洲的过去，建构了亚洲的现代身份，也就是欧洲是真正的标准，而"具有异国情调的"、"难以捉摸"的东方却偏离了这个标准。
萨义德总结道，西方人笔下的东方是非理性的，孱弱的，和女性化的“他者”，与此相对的却是西方理性的，强悍的，和男性化的形象。萨义德说这种对比是为了突出东方与西方之间的不同而被制造出来的，而且这种差异也被归因于刻版少变的东方人特质。在1978年，东方主義出版的时候，赎罪日战争和石油输出国组织危机还在人们记忆里历历在目，萨义德说，西方对待东方的这些看法在西方媒体和学术界仍然非常流行。在《东方主義》中，在阐述了上面的论点之后，萨义德在该书的主题部分主要記述了西方的文本来证明他的观点。

### 批评
萨义德的书同时引来了外界的批评与赞美。
盖纳认为，萨义德认为西方主导了东方2000多年（从埃斯库罗斯写作《波斯人》算起）的论点站不住脚，因为直到17世纪末，土耳其帝国仍然对欧洲构成严重威胁。其他学者也认为，即使在帝国时代的巅峰时期，欧洲列强在东方的影响力也不是绝对的，他们仍然不得不依赖当地人的合作和地方性知识，而这些又常常与帝国的目标相抵牾。
同时，还有人争论说，萨义德用来证明其论点的包括巴勒斯坦和埃及在内的中东地区也不是很好的例子，因为这个地区只有在十九世纪末和二十世纪初期的很短时间内受到欧洲的控制。这些批评者认为，萨义德对本来更能说明他的论点的例子给予了太少的关注，比如英国统治下的印度和俄国对亚洲的统治，原因是萨义德想要在他的学术研究中申明自己对中东问题的政治观点。
对萨义德所反对的“东方主义”最严厉的批评来自于东方研究的学院派，他们中的很多人是有东方背景的。胡兰尼、欧文、凱迪、刘易斯和马基亚都表达了对萨义德的《東方主義》的批评，用凯帝回顾往事时的说法，这是对他们的学术研究的理解和地位的“一些不幸的影响”。列维斯的作品被萨义德在《東方主義》和他后来的作品中批评。从《纽约书评》到后来的《東方主義》列维斯和萨义德的频繁交手，互持异议。列维斯的文章“东方主义的问题”刚刚登出，下一期（《纽约书评》）上就会出现（萨义德的）“东方主义：一种交换（的观点）”。其他学者，比如罗丁森、博克、凯尔、艾哈迈德和瓦特也把《東方主義》认为是对西方学者的研究很有问题的读解。
一些萨义德的叙述批评者声称，萨义德没有对像诗人歌德（他从来没有去过东方）以及小说家福楼拜（他只是在埃及做过短暂停留）的作品和严肃的学者比如雷纳恩和雷恩的作品作出区分，后者不仅通晓阿拉伯文，而且写出了很有价值的作品。萨义德认为，这些人的共同的欧洲出身和态度比上面的区分更加根本。包括欧文在内的很多学者指出，萨义德完全忽略了这样的事实，也就是20世纪的东方研究是被像德国和匈牙利这样的，并不占据某个东方帝国的国家的学者所主导的，这对萨义德来说无疑是个难题。这些批评者批评萨义德创造了一个不容异己的“西方主义”来对抗西方学者创造的“东方主义”。他们认为萨义德混淆了浪漫主义与启蒙的不同范例，也就是他忽略了在西方学者中间普遍存在的对东方的态度的争议；他也没有认可很多东方学家，比如琼斯等都对如何建立东西方之间的血缘联系而不是制造双方之间的差异更感兴趣，并且他们在研究过程中的不断，提供了反殖民主义的国家主义的基础。从更普遍的角度讲，批评者认为萨义德和他的追随者们没有区别对待，媒体与流行文化中的东方主义（比如电影《印第安那琼斯与咒语庙》中描述的那样），与西方学者对东方语言、文学、历史和文化的学术研究，后者对流行文化与媒体中的东方主义也是持严厉批评态度的。
在评价萨义德的书的时候，普劳德曼批评萨义德有关英帝国历史的写作是有错误的，比如萨义德声称英帝国在1880年代把自己的势力从埃及扩展到印度，而事实是当时的土耳其帝国和波斯帝国都对这个过程进行了干预。普劳德曼还批评萨义德使用了迪斯雷利的小说《檀克雷》中的一句话：“东方是一种事业”来作为《東方主義》里面的铭文，因为萨义德完全没有考虑小说当时的历史背景，从而对迪斯雷利的想法产生了误读。
最后还有，萨义德的批评者们也认为，通过把（作者的）的民族与文化背景当成判断研究东方的权威与否的标准，萨义德把人们的注意力引导到他自己是一个巴勒斯坦人，也是一个“次等人”这个事实的身上。然而讽刺的是，萨义德本人从小生长在开罗的盎格鲁的家庭和精英学校环境里，成年之后他的人生的大部分也是在美国度过，加上他在美国学术权威的显赫地位，这一切都与他自己的声称有资格写作东方主义的标准有矛盾，因为他说，“所有的再现……都首先是深植于再现者的语言，其次是文化、社会制度、和政治气氛之中的。……（并且也）跟‘真实’之外的很多因素交织在一起的，而‘真实’本身也是再现的一部分（《东方学》272页）”——这其实等于是说，他本人也没有资格写作东方学。于是萨义德的批评者们说萨义德和他的追随者们因为过多的相对主义而陷入了自己编织的“唯我论之网”中，而除了谈论“再现”之外无所建树，并且反对“任何的”真实存在的可能性。
在临入暮年的时候，萨义德也逐渐接受了对殖民主义理论的批判性看法，而这种理论正是由他的著作《東方主義》所创立的。

### 萨义德的支持者们和他的影响
萨义德的研究在文学批评与文化研究领域持续产生影响，这体现在他对研究印度的学者，比如普拉喀什、迪尔克斯和印德恩的影响上，以及对文学理论家巴巴和斯皮瓦克的影响上。
著名的左翼记者考克布恩和学者拉比也都曾经是萨义德的好朋友。
萨义德的支持者和批评者们都承认，萨义德的著作《東方主義》对几乎所有人文学科都产生了深远的具有改革意义的影响力；他的支持者認為他的研究具有解放性，但是批评者们则恰好相反，他們认为他的研究限制了未来的研究。

## 巴勒斯坦
萨义德虽然不是穆斯林，但始终坚持主张巴勒斯坦建国。萨义德长期以来一直是巴勒斯坦立法委员会的成员，但后来因1993年的奥斯陆协议而与阿拉法特决裂。他认为奥斯陆协定出卖了1967年之前属于巴勒斯坦的领土。萨义德曾写过多本关于中东问题、巴勒斯坦和以色列的书，还编了一本杂志《中东研究》。薩伊德表示，“在过去的35年中，我不遗余力地为巴勒斯坦人民争取权利与自决，但是我始终不曾忘记犹太人民的现状和他们曾遭受的苦难，包括迫害和大屠杀。现在最重要的事情是巴勒斯坦和以色列人之间应该朝向一个共同的目标共同努力，即和平共处，而不是进一步的压迫和否定。”

## 作品節選
萨义德飽覽群書，也有深厚的音樂素養，平日勤於參加音樂會，自己也會彈奏鋼琴。于1991年出版的《音乐演绎》是其于加州大学尔湾分校一系列讲座的辑录，涉及的主题包括阿多诺的音乐批评，普鲁斯特强大的音乐想象，古尔德、斯特劳斯等多位音乐人物，最推崇古尔德及指揮家阿巴多。在1993年出版的《文化与帝国主义》一书中，则有一个章节分析威尔第的歌剧《阿伊达》。1993年6月，萨义德在伦敦巧遇犹太音乐家巴伦波伊姆，雙方一開口，便從音樂聊到政治、藝術與人生，此后的近十年，这两位有着相似复杂甚或对抗的国族背景的藝術文人就共同关心的音乐、文化、社会问题切磋往复，突破以巴禁忌，攜手闡揚和平，并于1999年取意歌德的《西东集》，在德国魏玛共同创立了“西東合集管弦樂團”，致力于让年轻的以色列与阿拉伯音乐家超越种族藩篱共同工作成长。萨义德晚期的三本选集《权力、政治和文化》、《放逐论及其它散文》和《爱德华·萨义德读本》与他和巴伦波伊姆的交流互文。而后者，于2002年结集为对话录《平行与矛盾-在音乐与社会中的探索》。

### 著作
- After the Last Sky (与Jean Mohr合著）(1986) 汉译《最后的天空之后-巴基斯坦人的生活》（新星出版社，2006）、《薩依德的流亡者之書：最後一片天空消失之後的巴勒斯坦》（立緒，2010）
- Beginnings (1975)
- Blaming the Victims (1988) [contributor and co-editor with Christopher Hitchens]
- CIA et Jihad, 1950-2001: Contre l'URSS, une désastreuse alliance (2002), with John K. Cooley
- Covering Islam (1981)
- Criticism in Society
- Culture and Imperialism (1993) 汉译《文化与帝国主义》（三联书店，2003；立緒，2000）
- Entre guerre et paix
- The End Of The Peace Process (2000)
- Henry James: Complete Stories, 1884-1891（编辑）
- Humanism and Democratic Criticism (2005) 汉译《人文主義與民主批評》（新星，2006；上海三聯書店，2013）
- Edward Said: A Critical Reader
- Freud and the Non-European 汉译《佛洛伊德與非歐裔》（行人，2004）
- From Oslo to Iraq and the Road Map (Collection of Essays) (2003) 汉译《从奥斯陆到伊拉克和路线图计划》（生活·读书·新知三联书店，2009）
- Jewish Religion, Jewish History (导言作者)
- Joseph Conrad and the Fiction of Autobiography (1966)
- Literature and Society （编辑）(1980)
- Musical Elaborations (1991)
- Nationalism, Colonialism, and Literature
- Orientalism (1978)汉译《东方学》（三联书店1999年）、《東方主義》（立緒，1999）
- Out of Place: A Memoir (1999) 汉译《乡关何处》（台湾立绪文化，2000年）；汉译《格格不入-萨义德回忆录》（三联书店）
- Parallels and Paradoxes: Explorations in Music and Society (与丹尼尔·巴伦博伊姆对话集)（2002年） 、《並行與弔詭：薩依德與巴倫波因對談錄》（麥田，2013）、《在音乐与社会中探寻：巴伦博依姆、萨依德谈话录》（三联书店，2005）
- The Pen and the Sword (1994)
- The Politics of Dispossession (1994)
- The Question of Palestine (1979)
- Representations of the Intellectual (1994) 汉译《知识分子论》（三联书店，2001；麥田，2011）
- The World, the Text and the Critic (1983)汉译《世界、文本、批評者》（立緒，2009；生活·读书·新知三联书店，2009）
- POWER, POLITICS, AND CULTURE：INTERVIEWS WITH EDWARD W. SAID 漢譯《權力、政治與文化：薩依德訪談集》（麥田，2012；生活·读书·新知三联书店，2006）
- Music at the Limits，兩岸有不同譯本：
  - Said, Edward W.  [音樂的極境]. 由彭淮棟翻译. 臺北市: 太陽社. 2010. ISBN 978-986-85388-4-9.
  - 《音樂的極境︰薩義德音樂隨筆》（江蘇文藝，2012）
- On Late Style: Music and Literature Against the Grain 漢譯《論晚期風格：反常合道的音樂與文學》（麥田，2010）
- Covering Islam:How the Media and the Experts Determine How We See the Rest of the World漢譯《遮蔽的伊斯蘭（英语：Covering Islam）：西方媒體眼下的穆斯林世界》（立緒，2002）、《報道伊斯蘭》（上海譯文，2009）
- Culture and Resistance： Conversations With Edward W. Said漢譯《文化與抵抗：「巴勒斯坦之音」的絕響》（立緒，2004）、《文化與抵抗︰薩義德訪談錄》（上海譯文，2009）
- Reflections on Exile and Other literary and Cultural Essays漢譯《來自第三世界的痛苦報道：愛德華·薩義德文化隨筆集》（上海译文，2013）
- 向权力说真话： 爱德华·赛义德和批评家的工作（中國社會科學出版社，2003）
- 赛义德自选集（中国社会科学出版社，1999）